# Кідри
Кідри́ — село в Каноницькій сільській громаді Вараського району Рівненської області України. Населення становить 2100 осіб.
Кідри відрізняються своєю активністю в сільському господарстві. Населення села активно вирощує огірки, що забезпечує його економічну стабільність. Є школа, 8 магазинів, 7 з яких продовольчі.
Населення села — християни, які відвідують 2 церкви — православну і п'ятидесятницьку, остання з яких нараховує, станом на 2025 рік, понад 1000 членів.

## Географія
Село розташоване на правому березі річки Бережанки.

## Історія
У 1906 році село Бережницької волості Луцького повіту Волинської губернії. Відстань від повітового міста 116 верст, від волості 10. Дворів 88, мешканців 638.

## Населення
За переписом населення 2001 року в селі мешкали 1 942 особи.

### Мова
Розподіл населення за рідною мовою за даними перепису 2001 року:
| Мова       | Чисельність | Відсоток |
| ---------- | ----------- | -------- |
| українська | 1932        | 99,03%   |
| російська  | 15          | 0,77%    |
| вірменська | 2           | 0,10%    |
| румунська  | 2           | 0,10%    |
| Усього     | 1951        | 100%     |

## Відомі люди
Павлюк Василь Логвинович (нар. 14 січня 1908, Кідри — пом. 3 січня 1984) — кавалер медалей «За победу над Германией», «За відвагу». Добре знав польську мову, був перекладачем на польських землях. Воював на Першому Українському фронті під керівництвом генерала Конєва, пройшов всю Прибалтику і Польщу. В бою, біля міста Бреслау (Вроцлав) був тяжко поранений.